# Mark Bunn
Mark John Bunn (Camden, Londres, Inglaterra; 16 de noviembre de 1984) es un exfutbolista y entrenador de arqueros británico. Es el actual entrenador de arqueros del Cambridge United.
Como futbolista, jugaba de portero y fue formado en las inferiores del Tottenham Hotspur para luego fichar por el Northampton Town, club donde debutó profesionalmente. Durante su carrera, jugó la Premier League con la camiseta del Blackburn Rovers, Norwich City y el Aston Villa, club donde se retiró al término de la temporada 2018-19.

## Trayectoria
Nació en Londres, comenzó su carrera en las inferiores del Tottenham Hotspur para luego unirse al Northampton Town. Debutó en la Football League por el club y registró 90 partidos jugados con el equipo. Pasó por varios préstamos hasta ser fichado por el Norwich City desde el Blackburn Rovers como sustituto del lesionado John Ruddy para la temporada 2012-13. El 9 de julio de 2015, fichó por el Aston Villa por dos años, como agente libre. Al término de la temporada 2018-19 fue liberado por el club.
El 15 de agosto aceptó el cargo de entrenador de porteros en el Cambridge United.

## Selección nacional
Puede representar a la selección de Irlanda, ya que es descendiente por el lado del padre y su abuela. Bunn a expresado su fuerte deseo de representar a Irlanda, pero aún no ha sido convocado por la selección irlandesa.

## Estadísticas
Actualizado al último partido disputado el 2 de octubre de 2018.
| Club                                | Div.          | Temporada     | Liga  | Liga  | FA Cup | FA Cup | League Cup | League Cup | Otras | Otras | Total | Total |
| Club                                | Div.          | Temporada     | Part. | Goles | Part.  | Goles  | Part.      | Goles      | Part. | Goles | Part. | Goles |
| Northampton Town Inglaterra         |               |               |       |       |        |        |            |            |       |       |       |       |
| 4.ª                                 | 2005-06       | 0             | 0     | 0     | 0      | 2      | 0          | -          | -     | 2     | 0     |       |
| 3.ª                                 | 2006-07       | 42            | 0     | 3     | 0      | 1      | 0          | 1(1)       | 0     | 47    | 0     |       |
| 3.ª                                 | 2007-08       | 45            | 0     | 4     | 0      | 2      | 0          | 1(1)       | 0     | 52    | 0     |       |
| 3.ª                                 | 2008-09       | 3             | 0     | 0     | 0      | 2      | 0          | -          | -     | 5     | 0     |       |
| Total club                          | Total club    | 90            | 0     | 7     | 0      | 7      | 0          | 2          | 0     | 106   | 0     |       |
| Blackburn Rovers Inglaterra         |               |               |       |       |        |        |            |            |       |       |       |       |
| 1.ª                                 | 2008-09       | 0             | 0     | 1     | 0      | 0      | 0          | -          | -     | 1     | 0     |       |
| 1.ª                                 | 2010-11       | 3             | 0     | 1     | 0      | 2      | 0          | -          | -     | 6     | 0     |       |
| 1.ª                                 | 2011-12       | 3             | 0     | 1     | 0      | 4      | 0          | -          | -     | 8     | 0     |       |
| Total club                          | Total club    | 6             | 0     | 3     | 0      | 6      | 0          | -          | -     | 15    | 0     |       |
| Leicester City Inglaterra           |               |               |       |       |        |        |            |            |       |       |       |       |
| 3.ª                                 | 2008-09       | 3             | 0     | 0     | 0      | 0      | 0          | -          | -     | 3     | 0     |       |
| Total club                          | Total club    | 3             | 0     | 0     | 0      | 0      | 0          | -          | -     | 3     | 0     |       |
| Sheffield United Inglaterra         |               |               |       |       |        |        |            |            |       |       |       |       |
| 2.ª                                 | 2009-10       | 32            | 0     | 3     | 0      | 0      | 0          | -          | -     | 35    | 0     |       |
| Total club                          | Total club    | 32            | 0     | 3     | 0      | 0      | 0          | -          | -     | 35    | 0     |       |
| Norwich City Inglaterra             |               |               |       |       |        |        |            |            |       |       |       |       |
| 1.ª                                 | 2012-13       | 23            | 0     | 0     | 0      | 3      | 0          | -          | -     | 26    | 0     |       |
| 1.ª                                 | 2013-14       | 0             | 0     | 2     | 0      | 3      | 0          | -          | -     | 5     | 0     |       |
| 2.ª                                 | 2014-15       | 0             | 0     | 0     | 0      | 0      | 0          | -          | -     | 0     | 0     |       |
| Total club                          | Total club    | 23            | 0     | 2     | 0      | 6      | 0          | -          | -     | 31    | 0     |       |
| Aston Villa Inglaterra              |               |               |       |       |        |        |            |            |       |       |       |       |
| 1.ª                                 | 2015-16       | 10            | 0     | 1     | 0      | 1      | 0          | -          | -     | 12    | 0     |       |
| 2.ª                                 | 2016-17       | 6             | 0     | 1     | 0      | 0      | 0          | -          | -     | 7     | 0     |       |
| 2.ª                                 | 2017-18       | 1             | 0     | 0     | 0      | 0      | 0          | -          | -     | 1     | 0     |       |
| 2.ª                                 | 2018-19       | 1             | 0     | 0     | 0      | 0      | 0          | -          | -     | 1     | 0     |       |
| Total club                          | Total club    | 18            | 0     | 2     | 0      | 1      | 0          | -          | -     | 21    | 0     |       |
| Total carrera                       | Total carrera | Total carrera | 172   | 0     | 16     | 0      | 21         | 0          | 2     | 0     | 211   | 0     |
| (1) Incluye Football League Trophy. |               |               |       |       |        |        |            |            |       |       |       |       |